# Association d'assurances mutuelles maritimes contre les risques de guerre
L'Association d'Assurances mutuelles maritimes contre les Risques de Guerre, en abrégé AMARIG est une association mutuelle créée par l'État belge le 7 août 1939 et dissoute le 25 novembre 1986

## Historique
L'AMARIG est une association  mutuelle créée à la veille de la Seconde Guerre mondiale, à laquelle tout armateur belge était tenu d'assurer tous ses navires ou bâtiments de pêche y compris ceux de moins de 25 tonnes. 
L'objectif de l'État belge en créant cet organisme d'assurances était d'assurer le maintien d'une flotte nationale en temps de guerre en assurant le remplacement des unités perdues. 
Des raisons analogues ont justifié l'adoption d'un régime d'assurances des cargaisons destinées à la Belgique ou exportées de son territoire. Le Gouvernement belge a chargé l'Association mutuelle d'assumer la couverture de ces risques dans la mesure où le marché libre des assurances ne pouvait les absorber.
L'Association, ne disposant par elle-même d'aucun capital social ou réserve préconstituée, était garantie par l'État belge. 
Le Conseil d'administration de l'Association était constitué de représentants de la marine marchande, de l'armement de pêche et de l'assurance, ainsi que des trois hauts fonctionnaires représentant les trois ministères intéressés: Communications, Finances et Budget.
Monsieur Armand Grisar fut son premier président, et monsieur Fernand Marquet son directeur général.